# Emo
Emo (från engelska emotional hardcore) är en musikgenre som ursprungligen kom från hardcore- och punkscenen. I mitten av 1980-talet användes termen emo för att beskriva en subgenre till hardcore-punken som hade sina rötter i musikscenen i Washington, D.C.. Under senare år har termen emocore, kort för "emotional hardcore", också använts för att beskriva emotionella framträdanden genomförda av band såsom Embrace, Rites of Spring, One Last Wish och Fire Park.
Klädstilen kallas "fashioncore".

## 1980-talet
Emon uppstod under den så kallade Revolution Summer 1985 i Washington DC. En ny form av emotionell hardcore, emocore, utvecklades. De band som medverkade vid Revolution Summer och fortsatte i dess fotspår var bland andra Rites of Spring, Beefeater, Embrace, Three, Gray Matter, Soulside, Ignition, Marginal Man, Fire Party, Rain, Shudder to Think och The Hated. Till skillnad från den traditionella hardcoren handlade emocorens texter mer om känslor än politik. Låtarna var också mer melodiska och komplexa, men hade kvar mycket av energin och intensiteten från hardcoren.
Ett par år senare började man fokusera mer på "emo"-elementet inom emocoren. Denna utveckling introducerades av The Hated och fortsattes av Moss Icon med invecklade och arpeggierande gitarrspel tillsammans med en sång som bygger upp till skrik vid låtarnas klimax.

### Merch och DIY
I samband med att The Hated och Moss Icon evolutionerade emon i slutet på 1980-talet drog även merchandise-vågen igång. Banden började göra t-shirts och släppte vinyl- och CD-skivor. För de flesta emo-banden kändes DIY-etiken, att till exempel inte ha företagssponsring eller ligga på storbolag, viktig och som en del av musiken. Därför släpptes CD- och LP-album vanligtvis på små skivmärken, ofta bandens privata. I och med detta såldes merchen till förmånliga priser. Oftast var inspelningarna dåligt gjorda och ofta enbart analoga. Det var även väldigt vanligt att de var livespelningar som spelades in och släpptes på vinyl. Detta kom dock att ändras med tiden. Vissa håller stenhårt kvar vid vinylskivor, medan andra släpper antingen enbart CD-skivor eller både och.

## 1990-talet

### Emo och indie-emo

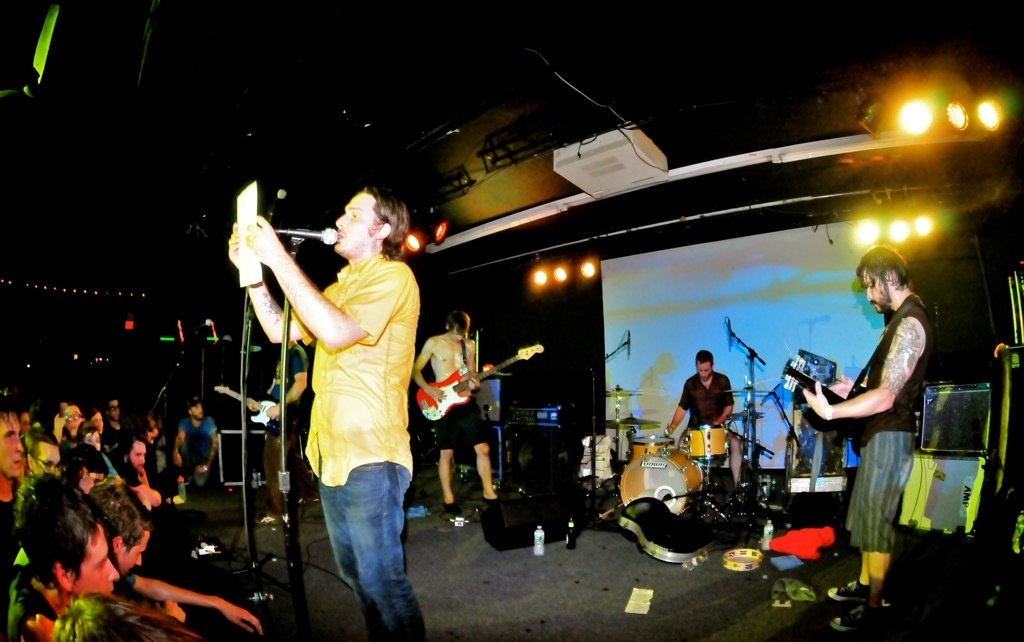
Cap'n Jazz.

Det följande 1990-talet medförde en nästan explosionsartad utveckling av emon, där band som Sunny Day Real Estate, The Promise Ring och Jimmy Eat World nådde förhållandevis stora kommersiella framgångar med en emo som förvisso hade sina rötter i hardcoren, men lagt sig till med ett mer välpolerat rock- och popsound. Detta gav upphov till att media fann musikstilen emo och på senare år gav den en helt ny definition.
Inom undergroundmusiken tog sig emon däremot vitt skilda uttryck genom fusioner med andra genrer och skapade emoscener med mycket olika sound, till exempel indieemo i den amerikanska mellanvästern (Boys Life, Braid och The Get Up Kids, Cap'n Jazz) och den fortsatta utvecklingen av emo i stil med Moss Icon i bland annat Kalifornien (Still Life och Policy of Three och Indian Summer) och New York (Native Nod).
Undergroundemon levde kvar under hela 1990-talet med band som hela tiden kom och gick, bandmedlemmar som hoppade kors och tvärs efter att band upplösts. Ett av dessa band var Julia (ca 1994–1996), och ur dess aska uppkom Lumber. Ett annat exempel är Owltian Mia från Norfolk, Virginia, som spelade allt från emo till indie. Dessvärre, för bandet, så började två av medlemmarna på konstskola, vilket ledde till att resten av medlemmarna startade emobandet The Candyland Carcrash.
Undergroundemo är en svårdefinierad genre med många band. Då band försvann väldigt fort var det få som greppade vad de spelade för något. Det var även vanligt att band började med emo men sedan bytte riktning, musikaliskt, men fortfarande klassades som emo av dess tidigare lyssnare. Detta är en faktor till den förvirring som finns om vad som är emo och vad som inte är emo.

### Hardcoreemo och screamo
I New Jersey började Merel och Iconoclast spela en hårdare och snabbare typ av emo, nämligen hardcoreemo. De introducerade "kaoskonceptet" och spelade med extremt distade gitarrspel, där det knappt gick att känna igen noter eller ackord. Ofta spelade de inte ens efter noter, utan på känsla för att få mer liv i musiken. Till skillnad från vanlig emo, var även basen distad. Hardcoreemon fortsatte att expandera till San Diego (Heroin, Antioch Arrow och Swing Kids) och San Francisco Bay Area (Reach Out, Mohinder, Honeywell och Portraits of Past).
En bit in på 1990-talet myntades den skämtsamma avledningen emoviolence. Genren spelade ett ironiskt spratt på powerviolence. Bandet som skämtsamt myntade genrens namn var In/Humanity. De blandade hardcoreemo i stil med exempelvis Heroin och Honeywell, med powerviolence. Genrebeteckningen emoviolence är hämtat ifrån den funk-inspirerade R&B-gruppen Cameos album Emotional Violence, som släpptes 1991. Palatka, End of the Century Party, Jenny Piccolo var ett par fler band som kom att tillhöra emoviolence-stilen.
År 1995 började hardcoreemon att ta ny form, då Reversal of Man, Union of Uranus med flera spelade en ny variant av hardcoreemo blandad med element av grindcore och emoviolence. Detta blev grunden till screamo. Hur screamo som genrebeteckning uppkom är inte känt, då skrik redan funnits i både emo från 1980-talet och 1990-talet.

### Emo i Europa
Under 1990-talet tog emoscenerna i Europa fart, som kom att lägga grunden till den stora delen europeisk screamo som idag produceras. De större scenerna som tagit fart fanns bland annat i Frankrike, England och Tyskland. Men även i Sverige existerade det ett fåtal band. Emo är nu i 2000-talet en sorts stil (Fashioncore) där man har svart som basfärg i sina kläder, till exempel i kombinationerna svart-rött, svart-grönt eller svart-rosa.

#### Frankrike
Vanilla var ett av de banden som startad den franska hardcorescenen i början av 1990-talet. De drog starka drag från den klassiska Washington DC-hardcorescenen i USA, fast med en lite mer melodisk och emotionell inriktning. De följdes året senare av Finger Print, som tog hardcore emon ett steg längre. Dessa band gav upphov till en rad olika emo- och hardcore emo-band med texter om bland annat kvinnoförtryck och samhället och rollerna vi spelar i det. Fler band som gjorde intryck på den franska scenen var: Jasemine, Rachel, Anomie och Ivich.